# Nymula ferruginea
Nymula ferruginea är en fjärilsart som beskrevs av Percy I. Lathy 1932. Nymula ferruginea ingår i släktet Nymula och familjen Riodinidae. Inga underarter finns listade i Catalogue of Life.